# Oleiros (La Coruña)
Oleiros es un municipio del noroeste de España situado dentro de la provincia de La Coruña, en Galicia. Pertenece a la comarca de La Coruña, dentro del área metropolitana de La Coruña. Forma, junto con el municipio de Sada, la lengua de tierra que separa la ría de Betanzos de la ría del Burgo. 

## Toponimia
El nombre de este municipio parece sugerir que en el pasado se desarrollaba una importante actividad alfarera, ya que la palabra gallega que designa el oficio alfarero es oleiro.[cita requerida]
Esta actividad alfarera no ha llegado a nuestros días, por lo que los organismos municipales, en homenaje a la historia del ayuntamiento, han promovido el Museo dos Oleiros y la fiesta Alfaroleiros y han convertido el municipio en punto de referencia de la cerámica popular. Sin embargo, no existe vestigio alguno de actividad alfarera en la comarca, por lo que posiblemente el término haga referencia a los enterramientos que en la Antigüedad se efectuaban en "ollas cinerarias" u "ollarios" (oleiros), que sí existen en el municipio.
El topónimo actual se oficializó en 1857, cuando pasó a denominarse Oleiros en vez de Olérios.

## Geografía
Limita al norte con la ría de Ares, al este con los municipios de Sada y Bergondo, al sur con los de Cambre y Culleredo y al oeste con el municipio de La Coruña y con la ría del Burgo, de la cual abarca la costa del margen derecho opuesto a la ciudad de La Coruña.
El municipio cuenta con numerosas playas entre las que se incluyen la playa de Santa Cristina, Bastiagueiro, Mera, Santa Cruz, Naval, Lorbé, Dejo y Santa María de Canide. En 2011 la playa de Santa Cristina se une a las de Bastiagueiro, Mera y Espiñeiro en la distinción de Bandera Azul, con las que ya son cuatro en este Ayuntamiento.

### Clima
Por la situación geográfica del municipio, en Oleiros predomina el clima oceánico húmedo que se caracteriza por una escasa oscilación térmica y abundantes precipitaciones. En algunas zonas del municipio (dependiendo de la geografía) hay microclimas cálidos o húmedos.

## Demografía
Oleiros cuenta con una población de 38 333 habitantes (INE 2024).
| Gráfica de evolución demográfica de Oleiros entre 1842 y 2021                                                                                                  |
| |
| Población de derecho según los censos de población del INE Población de hecho según los censos de población del INEEn estos censos se denominaba Olérios: 1842 |

### Urbanismo

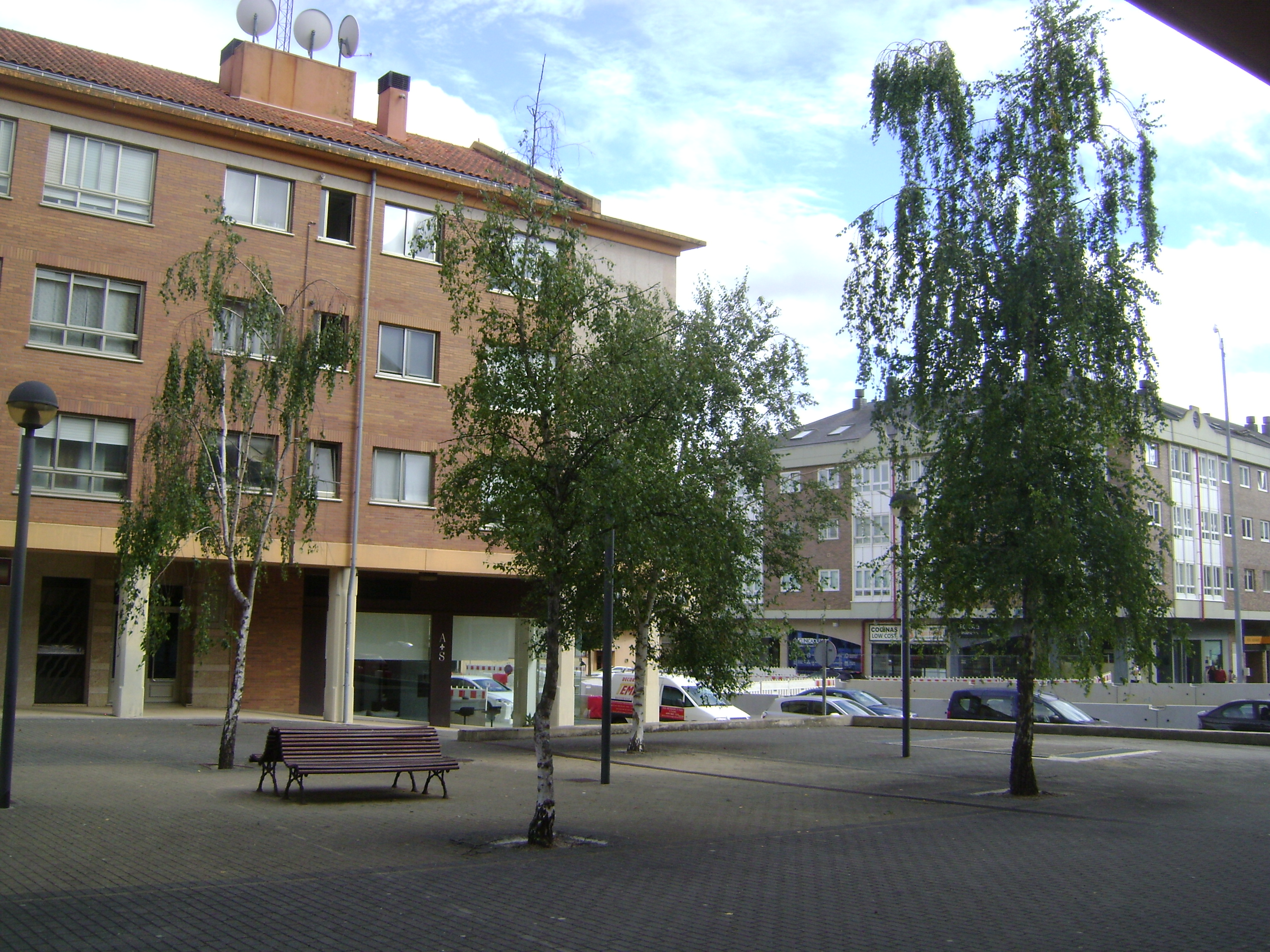
Perillo

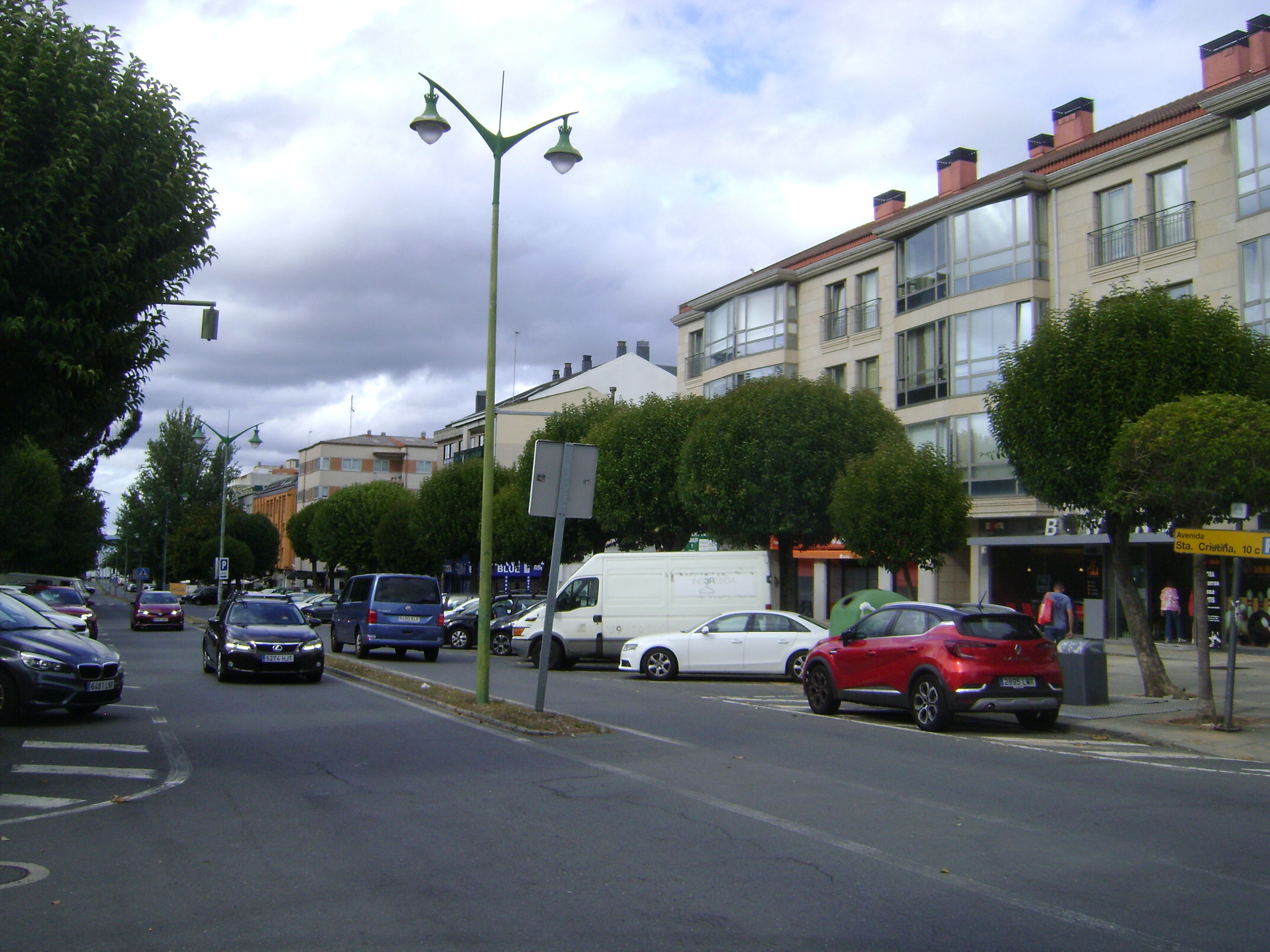
Calle en Santa Cristina

En los últimos años, se han construido numerosos paseos marítimos y carriles bici que recorren la mayoría de la costa del municipio. También se ha acometido una profunda renovación del mobiliario urbano.
A lo largo de todo el municipio, conviven dos tipos de edificaciones claramente diferenciadas. Por un lado las construcciones modernas, normalmente viviendas adosadas y unifamiliaries, organizadas en urbanizaciones y equipadas con piscinas y pistas de tenis. Por otro lado, abundan las construcciones de tipología rural, que normalmente son casas de piedra con una parcela adyacente cultivada.
El municipio fue finalista en 2012 de los International Awards for Liveable Communities (concurso sobre comunidades habitables que reconocen la calidad de vida y la sostenibilidad de las comunidades, apoyado por la UNESCO), organizados en Emiratos Árabes. Oleiros compitió en la categoría de municipio sostenible y por la calidad de sus jardines y zonas verdes.

## Economía
Es un municipio residencial, con numerosas urbanizaciones y viviendas unifamiliares. La actividad empresarial del municipio es muy reducida y se limita a tiendas y centros comerciales que abastecen a la población local. La mayoría de los oleirenses trabajan, estudian y realizan gran parte de sus actividades diarias en la vecina ciudad de La Coruña, situada a 8 km. El índice de autoctonía de Oleiros es el más bajo de Galicia: solo el 19,1% de los habitantes han nacido en el municipio.
Oleiros ha experimentado un notable crecimiento en los últimos veinte años y ha pasado de ser un municipio rural a un municipio residencial, donde habitan muchas de las familias con el mayor poder socioeconómico de la provincia. Según el Atlas Socioeconómico de Galicia 2008, elaborado por la Universidad Complutense de Madrid, Oleiros es el ayuntamiento con mayor renta per cápita de Galicia. El Consello de Contas de Galicia publicó en 1999 que Oleiros era el segundo municipio con mayor presión fiscal de la comunidad autónoma.
El municipio de Oleiros cuenta con varios institutos y colegios, tanto públicos como privados, así como varios museos, tres auditorios y bibliotecas y gimnasios públicos. El transporte público de la localidad consta de una red de autobuses diurnos que la comunican con La Coruña y con otros ayuntamientos limítrofes. No obstante, el automóvil particular sigue siendo el medio de transporte predominante.

## Patrimonio

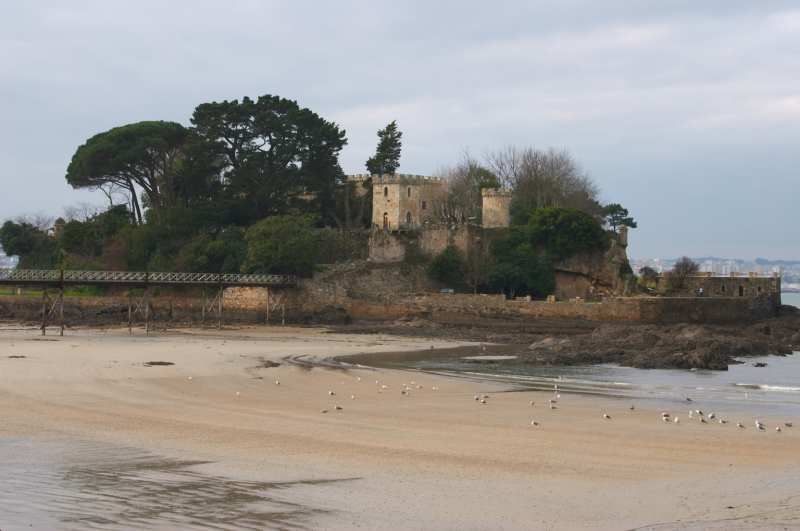
Castillo de Santa Cruz

- Castillo de Santa Cruz. Está situado en la localidad de Porto de Santa Cruz, en un islote de la ensenada de Santa Cruz. Se mandó construir para completar el sistema defensivo de la bahía coruñesa (junto con el castillo de San Antón, el de San Diego y el de San Amaro) por el general Diego das Mariñas en el siglo XVI.
- Museo dos Oleiros. El Museo de Alfareros se encuentra situado en la localidad de Santa Cruz (parroquia de Liáns) y forma parte del Centro Cultural As Torres de Santa Cruz, una de las más importantes escuelas de cerámica popular española. En su interior acoge una colección única en Europa de cerámica popular y es sede de una de las ferias más importantes de cerámica tradicional de España, que cada año acoge a cientos de alfareros que exponen sus piezas.
- Castros. El Ayuntamiento de Oleiros es conocido por su gran riqueza de asentamientos. Posee trece castros protegidos por el Plan General Municipal; destacan Serantes y Dejo.

## Administración y política

### Gobierno municipal
Desde 1987 ha gobernado en el Ayuntamiento de Oleiros la Alternativa dos Veciños, partido que surgió en 1979 como una candidatura independiente que representase a las distintas asociaciones de vecinos del municipio. El actual alcalde es Ángel García Seoane, que ocupa el cargo desde 2003 y que ya lo había ocupado entre 1985 y 1996.
| Partido político                                | 2023  | 2023  | 2023       | 2019  | 2019   | 2019       | 2015  | 2015  | 2015       | 2011  | 2011  | 2011       | 2007  | 2007  | 2007       |
| Partido político                                | %     | Votos | Concejales | %     | Votos  | Concejales | %     | Votos | Concejales | %     | Votos | Concejales | %     | Votos | Concejales |
| Alternativa dos Veciños (AV)                    | 54,28 | 9274  | 13         | 58,69 | 10 498 | 13         | 60,68 | 9830  | 14         | 48,47 | 8386  | 11         | 37,37 | 6249  | 9          |
| Partido Popular de Galicia (PPdeG)              | 21,21 | 3624  | 5          | 17,49 | 3129   | 4          | 20,67 | 3348  | 4          | 32,53 | 5629  | 7          | 29,94 | 5006  | 7          |
| Bloque Nacionalista Galego (BNG)                | 7,58  | 1296  | 1          | 5,81  | 1040   | 1          | 5,96  | 966   | 1          | 5,28  | 913   | 1          | 6,21  | 1038  | 1          |
| Partido dos Socialistas de Galicia (PSdeG-PSOE) | 10,24 | 1751  | 2          | 10,65 | 1906   | 2          | 9,43  | 1527  | 2          | 8,74  | 1512  | 2          | 20,36 | 3404  | 4          |
| Cidadáns (Cs)                                   | —     | —     | —          | 5,72  | 1024   | 1          | —     | —     | —          | —     | —     | —          | —     | —     | —          |

### Organización territorial

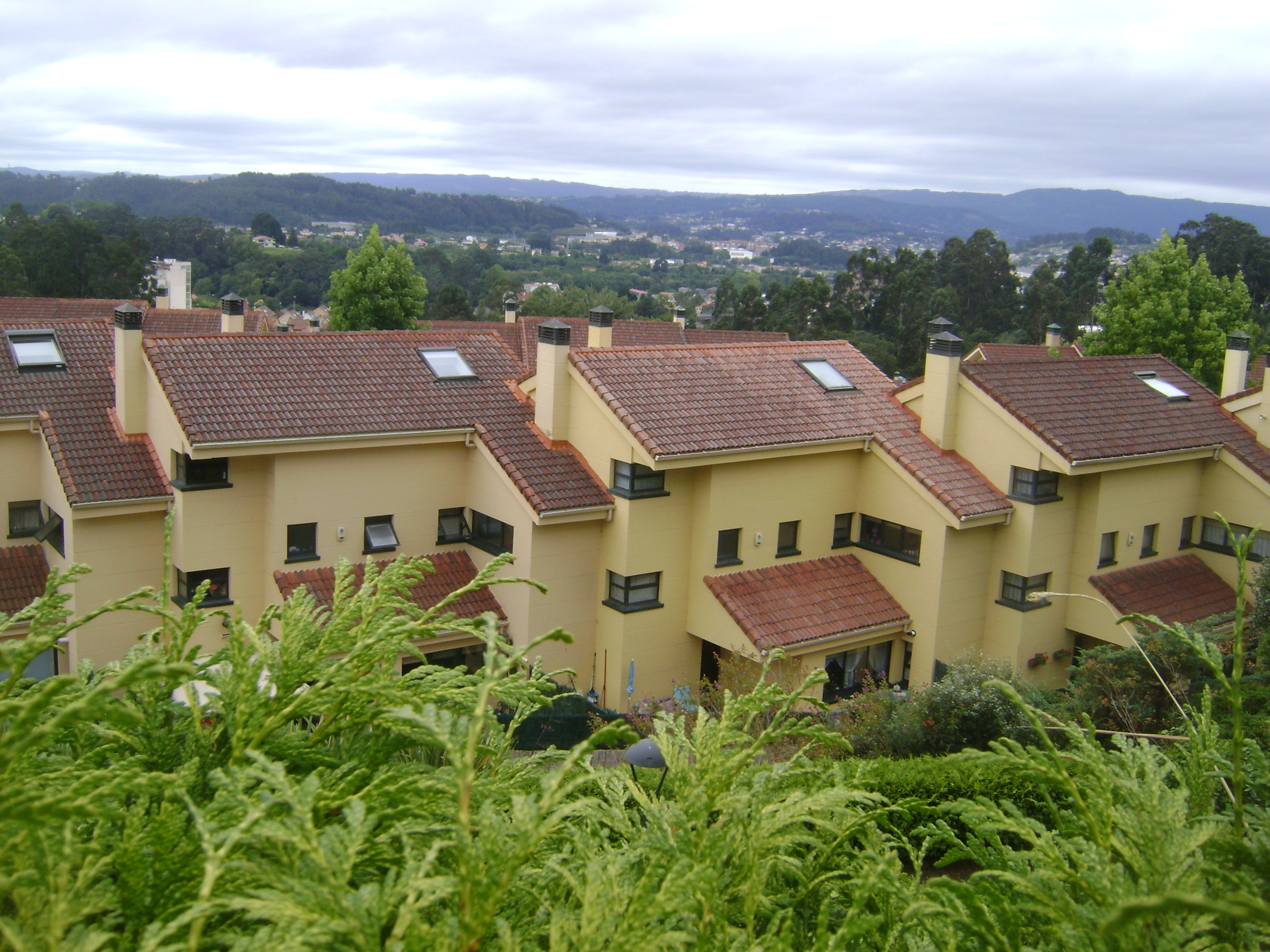
Urbanización en Montrove

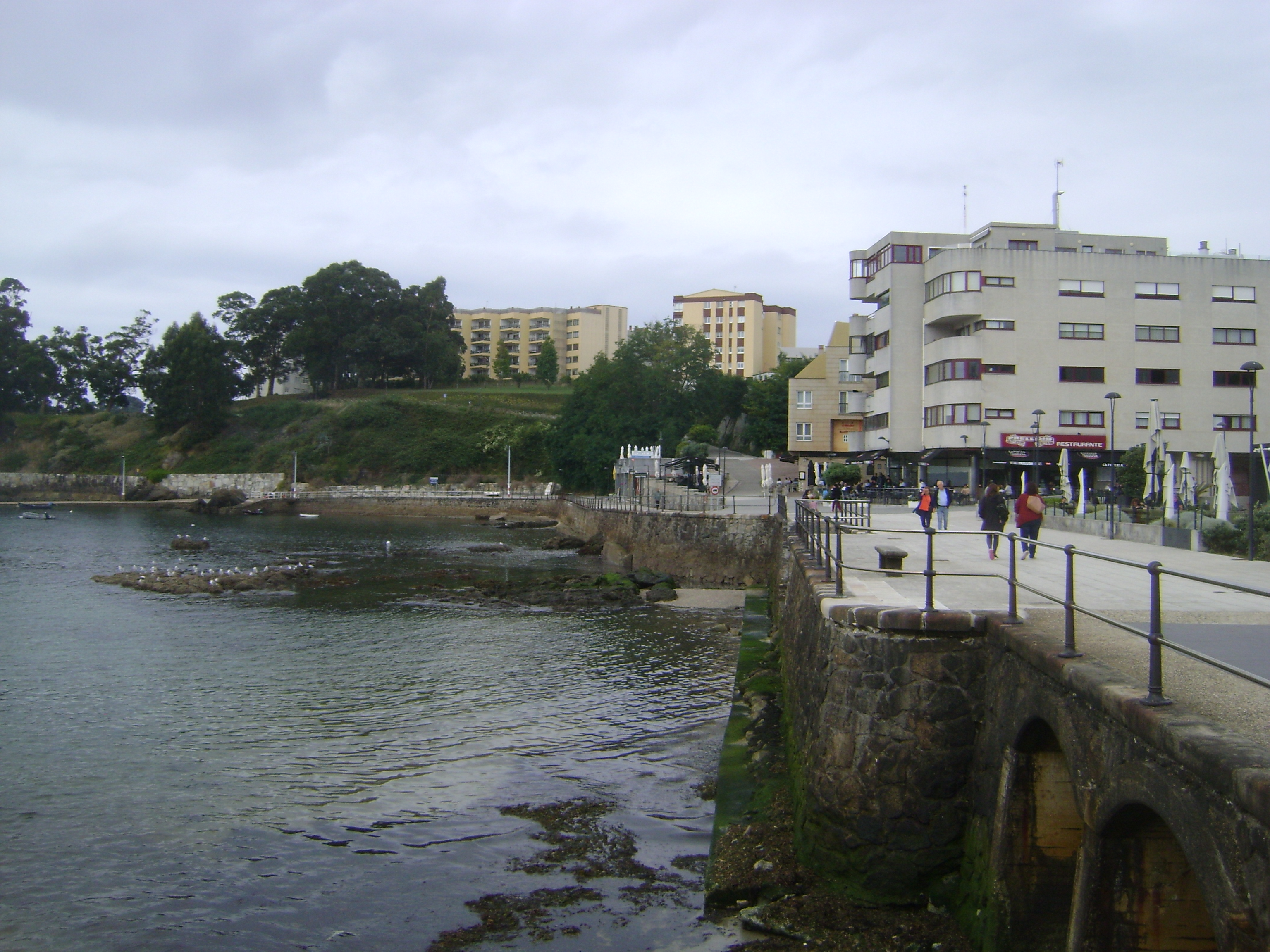
Santa Cruz

Parroquias que forman parte del municipio:
- Dejo[7]
- Dorneda (San Martiño)
- Iñás (San Xurxo)
- Liáns (Santa Eulalia)
- Mayanca[7]
- Nós (San Pedro)
- Oleiros (Santa María)
- Perillo (Santa Leocadia)
- Serantes (San Xulián)

## Cultura

### Deporte
Los equipos de fútbol más importantes del municipio son el CD Obrero de Oleiros, el Marino de Mera, el Atlético Perillo, la Unión Campestre de Montrove, el Santa Cruz CF, el Atlético San Pedro y el CD Dorneda. En fútbol sala destaca el CK Mera.
El deporte tradicional de remo también experimenta un gran auge en el municipio. Destacan el Club de Regatas Perillo y el centro deportivo Mariñeiro de Mera.